# Uropterygius oligospondylus
Uropterygius oligospondylus és una espècie de peix marí pertanyent a la família dels murènids i a l'ordre dels anguil·liformes.

## Etimologia
Uropterygius prové dels mots grecs oura (cua) i pterygion (ala petita), mentre que oligospondylus deriva de les paraules gregues oligo (poc) i spondylos (vèrtebra) en referència al seu nombre total de vèrtebres.

## Descripció
El cos, robust, fa 53,5 cm de llargària màxima i és de color gris amb un patró reticulat negrós (no canvia de color si és conservat en alcohol o formol). Mandíbula inferior marronosa. Aletes anal i dorsal situades cap al final de la cua. 100-103 vèrtebres (83-85 preanals). Narius anteriors tubulars a cada costat de l'extrem del musell. Canal supraorbitari amb 3 porus, infraorbitari amb 4, mandibular amb 6 i 1 -petit- branquial. Boca en posició terminal i capaç de tancar completament. 3 fileres de dents a les mandíbules. Es diferencia del seu congènere més proper, Uropterygius macrocephalus, per tindre un cos més gros, menys vèrtebres (80-84-101 vs. 90-94-112), un color diferent (gris vs. negre o marró negrós) i una disposició distinta de les dents (triserials vs. biserials).

## Hàbitat i distribució geogràfica
És un peix marí, bentopelàgic (entre 0 i 15 m de fondària) i de clima subtropical, el qual viu al Pacífic occidental: Taiwan, les illes Salomó i Vanuatu.

## Observacions
És inofensiu per als humans i el seu índex de vulnerabilitat és de baix a moderat (30 de 100).